# Cuidado Madame
Cuidado Madame (outros títulos: De Araque Cremilda e Não Avacalha, Cremilda) é um longa metragem brasileiro de 1970, do gênero comédia, dirigido por Júlio Bressane e rodado no antigo estado da Guanabara.

## Elenco
Informações do site Cinemateca Brasileira:
- Maria Gladys
- Helena Ignez
- Suzana de Moraes
- Renata Sorrah